# Henry Fonda
Henry Fonda, ameriški filmski in gledališki igralec, * 16. maj 1905, Grand Island, Nebraska, ZDA, † 12. avgust 1982, Los Angeles, Kalifornija.
Fonda je ena največjih legend, ne samo Hollywooda, ampak tudi svetovnega filma nasploh, v filmih igra od 1935. Najbolj je znan po svojih vlogah v filmih, kot so Sadovi jeze (1940), 12 jeznih moških (1957), Bilo je nekoč na Zahodu (1968) in Na zlatem ribniku (1981).
Prejel je dva oskarja, leta 1981 častno nagrado za življenjsko delo v kinu in leta 1982 za najboljšega igralca v filmu Na zlatem ribniku.
Henry je oče znanih hollywoodskih igralcev Jane Fonda in Petra Fonde ter dedek Bridget Fonda.

## Najpomembnejši filmi
- 1939 Mladi Lincoln (Young Mr. Lincoln)
- 1940 Sadovi jeze (The Grapes of Wrath)
- 1946 Moja draga Klementina (My Darling Clementine)
- 1956 Napačen človek (The Wrong Man)
- 1957 12 jeznih mož (12 Angry Men)
- 1962 Kako je bil osvojen Divji zahod (How the West Was Won)
- 1965 Bitka za gorivo (Battle of the Bulge)
- 1968 Bilo je nekoč na Zahodu (Once Upon a Time in the West)
- 1973 Moje ime je Nihče (My Name Is Nobody)
- 1981 Na Zlatem ribniku (On Golden Pond)